# بیت فرحان (روستا)
 بیت فرحان  (در عربی:  بیت فَرحَان )
نام روستایی است در دهستان فَروَة از توابع استان صَعده در کشور یمن در شبه جزیره عربستان.

## جمعیت
جمعیت آن (۱۱۹ ) نفر (۹ خانوار) می‌باشد.